# Transdev Sachsen-Anhalt

Historisches Logo Harz-Elbe-Express bis 2015

Die Transdev Sachsen-Anhalt GmbH (bis 15. März 2015 Veolia Verkehr Sachsen-Anhalt) ist ein Eisenbahnunternehmen, das von Dezember 2005 bis Dezember 2018 unter dem Namen HEX (HarzElbeExpress) die Beförderungsleistungen im Personenverkehr des Nordharznetzes erbrachte.

## Geschichte
Am 1. Juli 2004 wurde die Connex Sachsen-Anhalt GmbH mit Sitz in Halberstadt gegründet, nachdem der Connex Regiobahn im März zuvor vom Land Sachsen-Anhalt die SPNV-Leistungen „Nordharz-Netz“ übertragen wurden.
Am 11. Dezember 2005 wurde der Betrieb des HarzElbeExpress aufgenommen und dazu folgte im Jahr 2006 die Übernahme des Busbetriebes „Klesener“, der fortan unter der Marke „SalzlandBus“ verkehrte. Im Februar 2009 wurde der Busbetrieb verkauft.
Ebenfalls 2006 wurde die Firma, der Muttergesellschaft folgend, von Connex Sachsen-Anhalt GmbH in Veolia Verkehr Sachsen-Anhalt GmbH geändert.
Zum 1. April 2008 kam die Strecke Leipzig–Geithain (KBS 525) hinzu, welche nach einer Ausschreibung von der Connex Sachsen übernommen wurde. Im Dezember 2008 ging die Betriebsführung auf die neugegründete Mitteldeutsche Regiobahn, eine Marke der Transdev Regio Ost, über.
Zum 14. Dezember 2014 wurden alle Linien des Harz-Elbe-Express nummeriert.
Zum 16. März 2015 wurde der Name von Veolia Verkehr Sachsen-Anhalt GmbH in Transdev Sachsen-Anhalt geändert, da auch die Eigentümer den Namenswechsel von Veolia Verkehr in Transdev vollzogen.

### Zwischenfälle
Am 29. Januar 2011 ereignete sich das Zugunglück von Hordorf mit zehn Toten auf der Bahnstrecke Magdeburg–Thale, bei dem in Hordorf ein Güterzug und ein HEX-Nahverkehrszug zusammenstießen.

## Ehemaliger Betrieb
| Linie  | KBS   | Zuglauf                                                     | Zuglauf                                                     | Zuglauf                                                     | Vertragslaufzeit              |
| ------ | ----- | ----------------------------------------------------------- | ----------------------------------------------------------- | ----------------------------------------------------------- | ----------------------------- |
| HEX 4  | 330   | Halle (Saale) – Aschersleben – Halberstadt – Goslar         | Halle (Saale) – Aschersleben – Halberstadt – Goslar         | Halle (Saale) – Aschersleben – Halberstadt – Goslar         | Dezember 2015 – Dezember 2018 |
| HEX 11 | 315   | Magdeburg – Halberstadt – Quedlinburg – Thale               | Magdeburg – Halberstadt – Quedlinburg – Thale               | Magdeburg – Halberstadt – Quedlinburg – Thale               | Dezember 2005 – Dezember 2018 |
| HEX 21 | 330   | Magdeburg – Halberstadt – Wernigerode – Vienenburg – Goslar | Magdeburg – Halberstadt – Wernigerode – Vienenburg – Goslar | Magdeburg – Halberstadt – Wernigerode – Vienenburg – Goslar | Dezember 2005 – Dezember 2018 |
| HEX 24 | 330   | Halle (Saale) – Könnern – Aschersleben – Halberstadt        | Halle (Saale) – Könnern – Aschersleben – Halberstadt        | Halle (Saale) – Könnern – Aschersleben – Halberstadt        | Dezember 2015 – Dezember 2018 |
| HEX 31 | 328   | Magdeburg – Halberstadt – Blankenburg (Harz)                | Magdeburg – Halberstadt – Blankenburg (Harz)                | Magdeburg – Halberstadt – Blankenburg (Harz)                | Dezember 2005 – Dezember 2018 |
| HEX 43 | 315   | Magdeburg – Dodendorf – Oschersleben (Bode)                 | Magdeburg – Dodendorf – Oschersleben (Bode)                 | Magdeburg – Dodendorf – Oschersleben (Bode)                 | Dezember 2005 – Dezember 2018 |
| HEX 44 | 330   | Halberstadt – Gatersleben – Aschersleben                    | Halberstadt – Gatersleben – Aschersleben                    | Halberstadt – Gatersleben – Aschersleben                    | Dezember 2005 – Dezember 2018 |
| HEX 47 | 330   | Halle (Saale) – Könnern – Baalberge – Bernburg              | Halle (Saale) – Könnern – Baalberge – Bernburg              | Halle (Saale) – Könnern – Baalberge – Bernburg              | Dezember 2005 – Dezember 2018 |
| HBX    | 260.5 | Thale/Goslar – Halberstadt – Magdeburg – Potsdam – Berlin   | Thale/Goslar – Halberstadt – Magdeburg – Potsdam – Berlin   | Thale/Goslar – Halberstadt – Magdeburg – Potsdam – Berlin   | Dezember 2005 – Dezember 2018 |

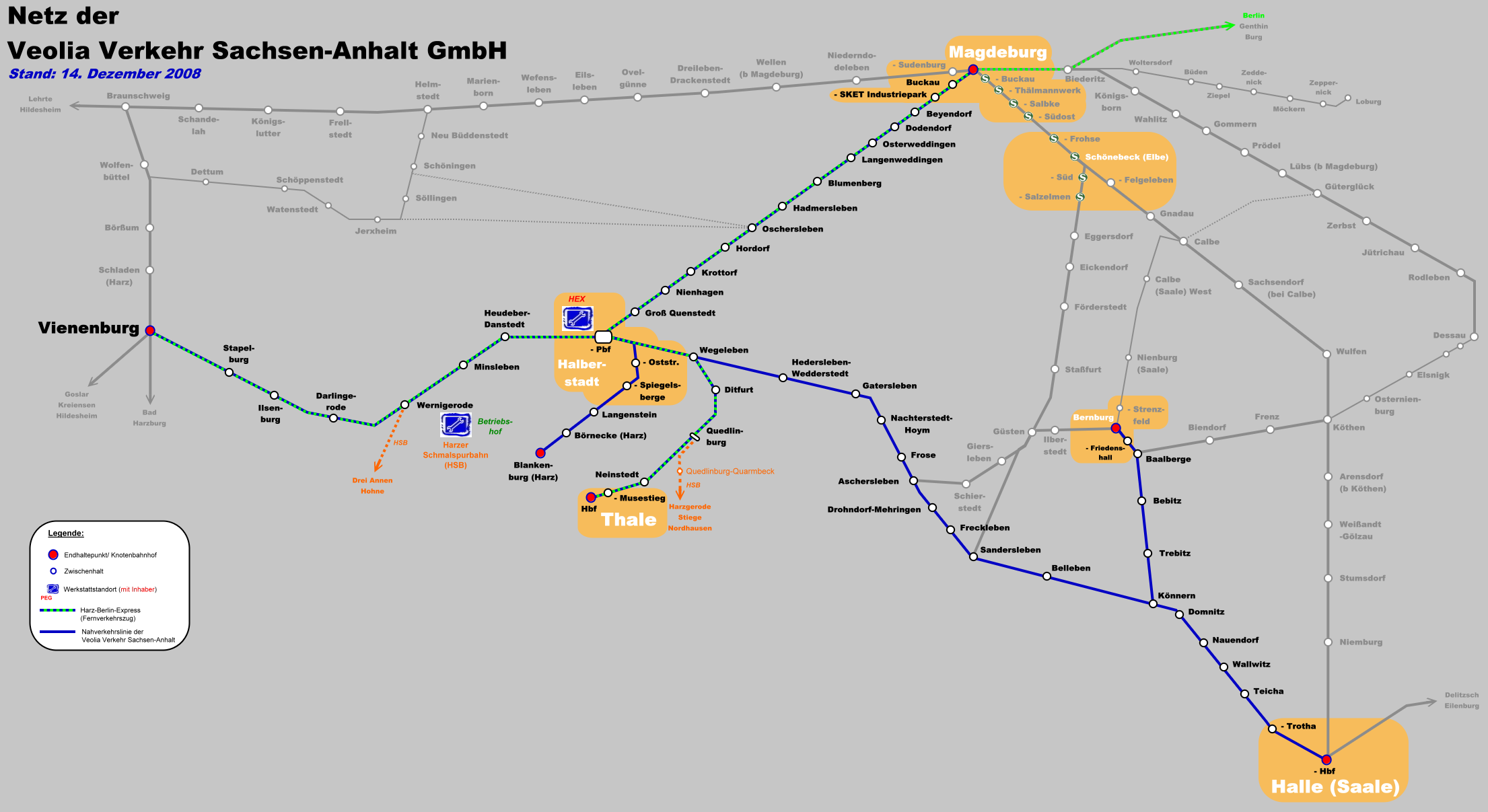
Netz der Transdev Sachsen-Anhalt

Als Fahrzeugmaterial kamen von Alstom gebaute LINT 41 und LINT 27 zum Einsatz.
Die Fahrzeuge wurden von Veolia Transportation beschafft, an CB Rail verkauft und von dieser geleast.
1. ↑  Linie HEX 24 wurde nicht ausgeschrieben, ist zum Fahrplanwechsel im Dezember 2015 neu eingeführt und ersetzt zwischen Halle (Saale) und Aschersleben die Linie HEX 44.

### RE4 Halle–Halberstadt–Goslar
Zum Dezember 2015 beendeten die Nahverkehrsservicegesellschaft Sachsen-Anhalt und der Zweckverband Großraum Braunschweig die Nutzung der Neigetechnik im Regionalverkehr zwischen Halle (Saale) und Goslar, der bis dahin von DB Regio Südost mit Triebwagen der Baureihe 612 abgewickelt wurde. Stattdessen erhielt Transdev den Auftrag, auch die betreffende Linie 4 mit LINT 41-Triebwagen zu betreiben. Die Verlängerung der Fahrzeit um zehn Minuten wurde dabei ausdrücklich in Kauf genommen und mit dem Stundentakt gerechtfertigt, der sich durch die Verknüpfung der bestehenden (neu HEX 24) und hinzukommenden (neu HEX 4) Leistungen ergibt.

### Harz-Berlin-Express (HBX)

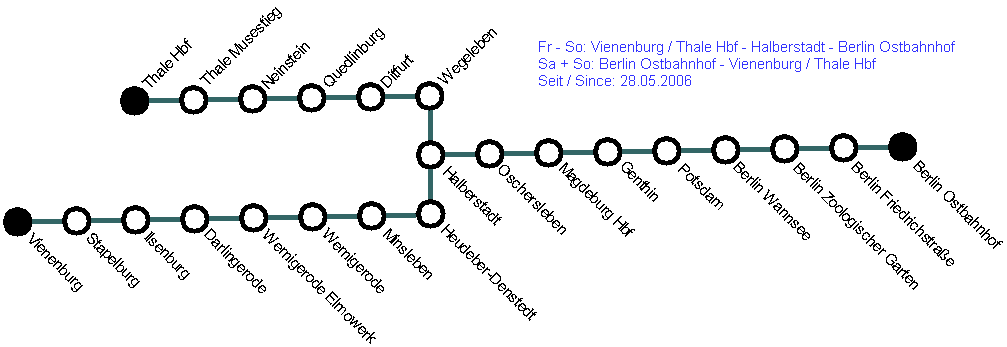
Netzplan des HBX bis 13. Dezember 2014

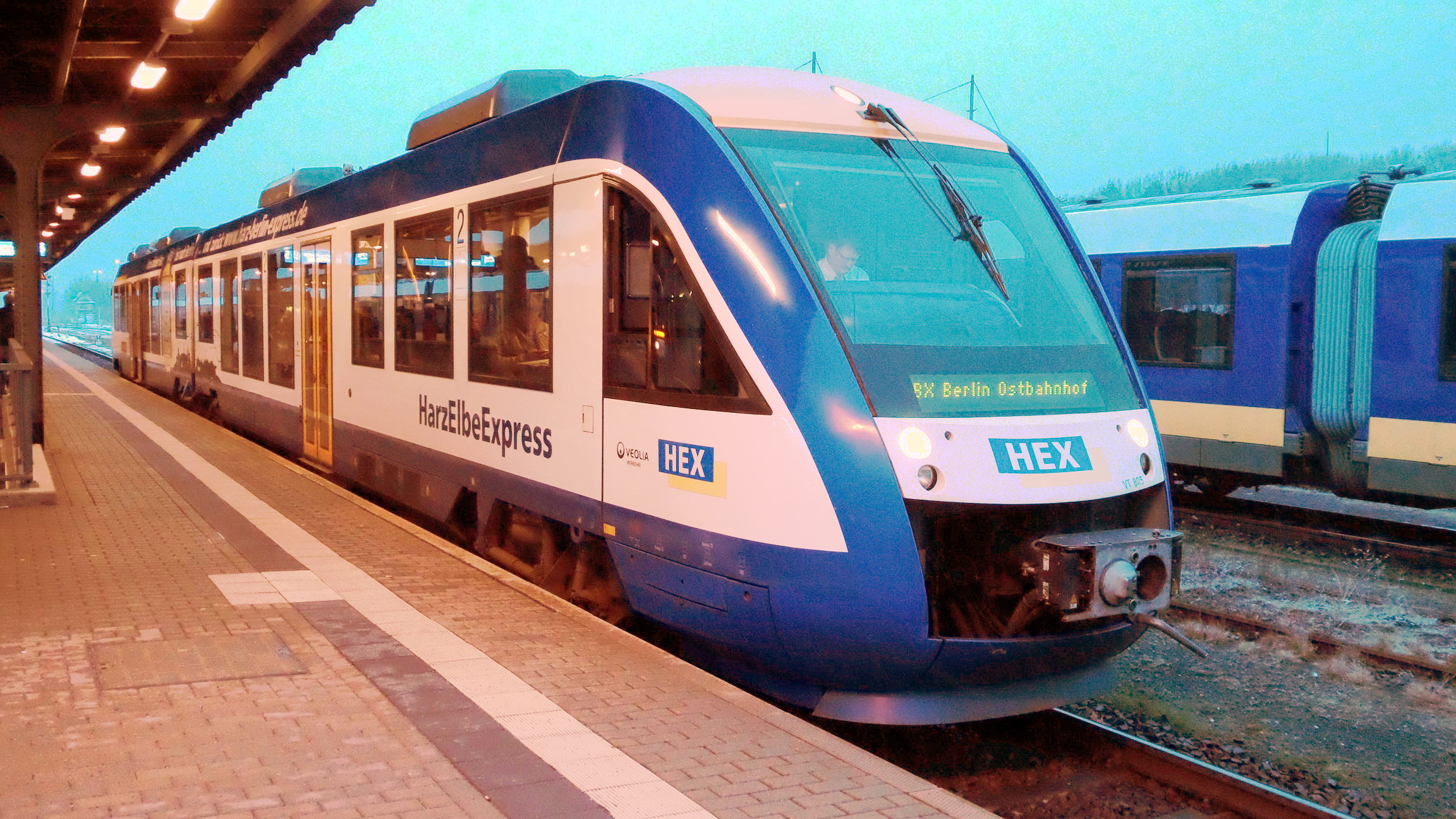
Harz-Berlin-Express in Goslar

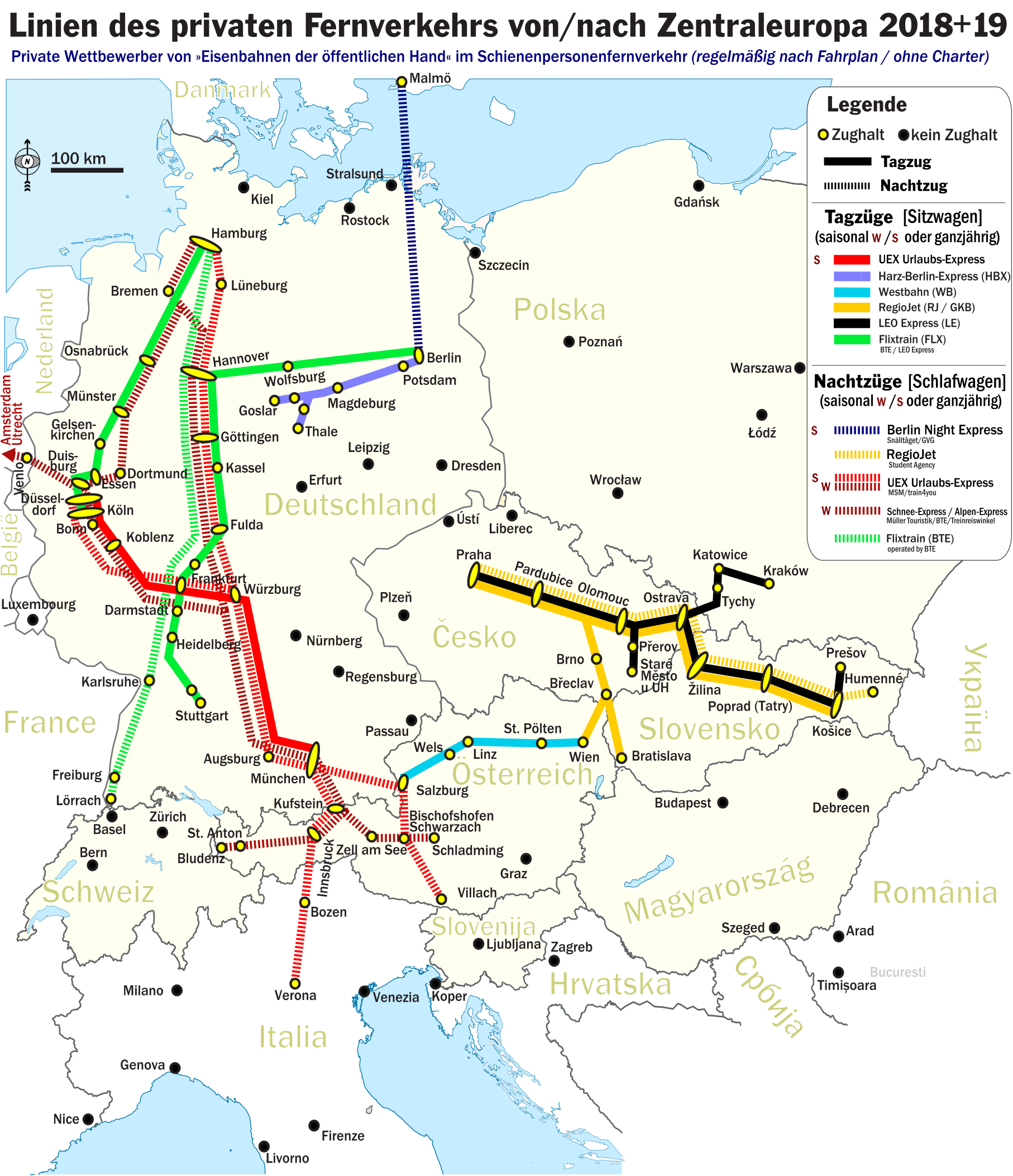
Route des HBX (lila) zwischen größeren Städten

Am Wochenende verlängerte die Transdev Sachsen-Anhalt GmbH unter dem Namen Harz-Berlin-Express für Ausflügler und Wochenendpendler einige Züge von und nach Berlin, diese Verbindungen wurden als HBX abgekürzt (in den offiziellen DB-Fahrplanmedien wurden jedoch auch die Züge von und nach Berlin – wie alle anderen Regionalzüge der Transdev Sachsen-Anhalt – als Zuggattung HEX bezeichnet). Zuletzt wurden wöchentlich insgesamt sechs Fahrten angeboten, jeweils drei in Richtung Berlin (freitagabends, samstagabends und sonntagabends) sowie drei in Richtung Harz (samstagmorgens, sonntagmorgens und sonntagabends). Es startete dabei jeweils ein Zugteil in Thale und ein zweiter in Goslar; in Halberstadt wurden die beiden Zugteile gekuppelt und fuhren gemeinsam über Oschersleben, Magdeburg, Genthin und Potsdam nach Berlin – Endpunkt des Zuges war Berlin Ostbahnhof (weitere Zwischenhalte in Berlin: Wannsee, Zoo, Hauptbahnhof, Friedrichstraße und Alexanderplatz). In der Gegenrichtung wurde der Zug in Halberstadt entsprechend geteilt. Diese Verbindung wurde früher von der DB AG angeboten, aber in Absprache mit dem Land Sachsen-Anhalt ab dem 11. Dezember 2005 von Transdev übernommen, zum Einsatz kamen seither Doppeltriebwagen des Typs LINT 41. Seit dem 9. Dezember 2012 hält der HBX auch am Berliner Hauptbahnhof. Zum Fahrplanwechsel am 14. Dezember 2014 wurde der HBX bis Goslar verlängert.
Außerhalb von Sachsen-Anhalt, und zwar zwischen Genthin und Berlin Ostbahnhof, verkehrte der HEX als eigenwirtschaftlicher Fernverkehrszug (vergleichbar mit dem InterConnex und dem Vogtland-Express), östlich von Genthin (letzter Halt in Sachsen-Anhalt) galt der DB-Tarif deshalb nicht. Für Fahrgäste von Sachsen-Anhalt nach Berlin und Potsdam (bzw. umgekehrt) wurde im HBX ein besonderer Pauschalpreis angeboten. Fahrkarten waren ausschließlich während der Fahrt beim Kundenbetreuer erhältlich. Für Fahrten im westlichen (primär sachsen-anhaltischen) Abschnitt des HBX galten hingegen weiterhin der normale DB-Nahverkehrstarif und die unentgeltliche Beförderung Schwerbehinderter, da der HBX in diesen Bereichen als bestellter Nahverkehrszug im Auftrag des Landes Sachsen-Anhalt verkehrte.
Zum Fahrplanwechsel am 9. Dezember 2018 übernahm Abellio Rail Mitteldeutschland diese Leistungen.

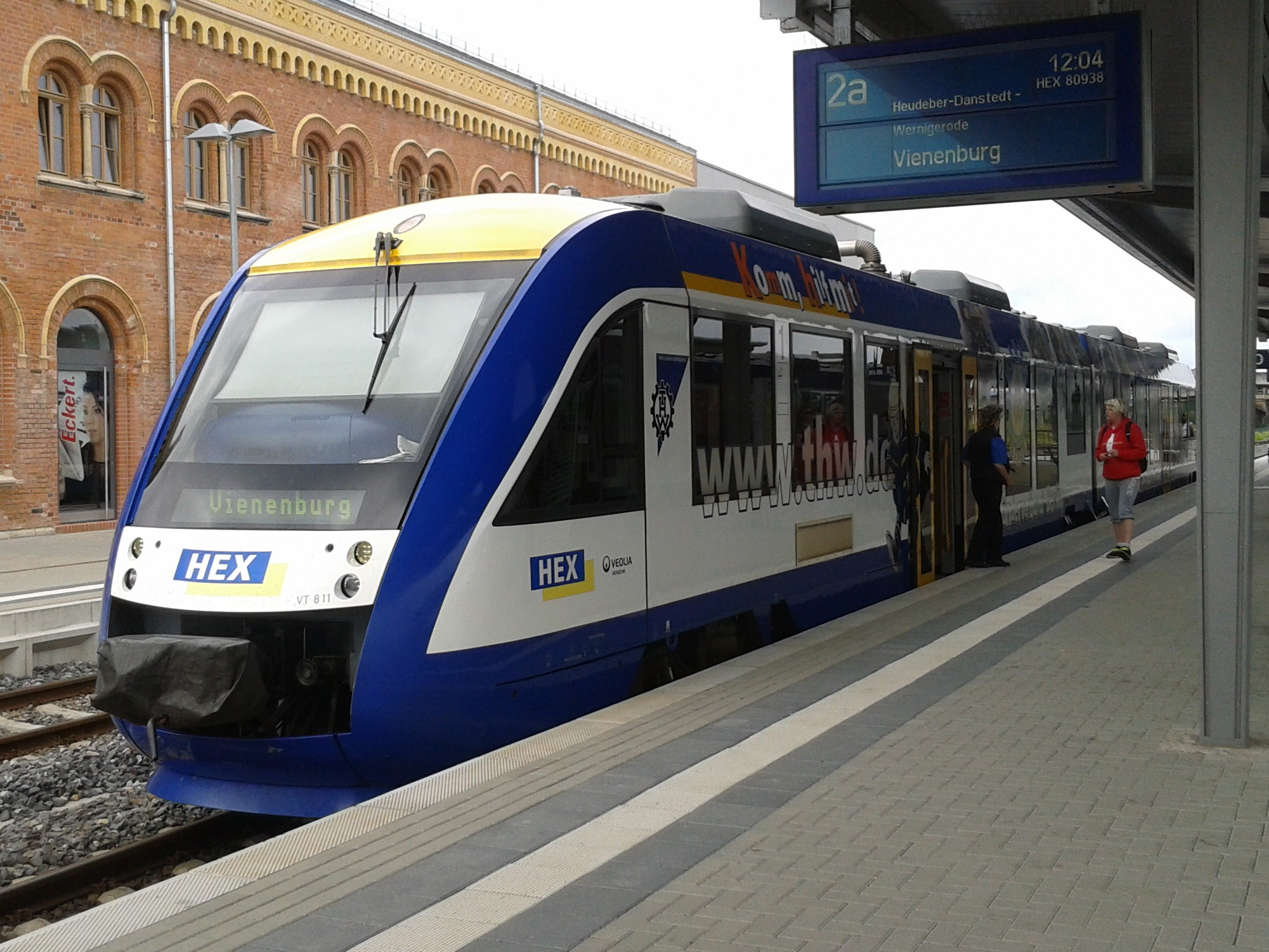
VT 811 „THW Halberstadt“ der heutigen Transdev Sachsen-Anhalt (LINT 41)

### Zugtaufe
Seit dem 11. Dezember 2005 wurden insgesamt elf Triebwagen auf die Namen regionaler Besonderheiten „getauft“:
- Domstadt Halberstadt
- Thale sagenhaft
- Altenburg Langenstein
- Blütenstadt Blankenburg (Harz)
- THW Halberstadt
- Wernigeröder Brockenexpress
- Saaletal
- Landesgartenschau Aschersleben 2010
- Zoo Halle
- Georg Friedrich Händel (beim Zugunglück von Hordorf schwer beschädigt und anschließend verschrottet)
- Das Bodetal – Der Sagenharz.
- Der Ilsetaler

## Verlust aller Leistungen im Dezember 2018

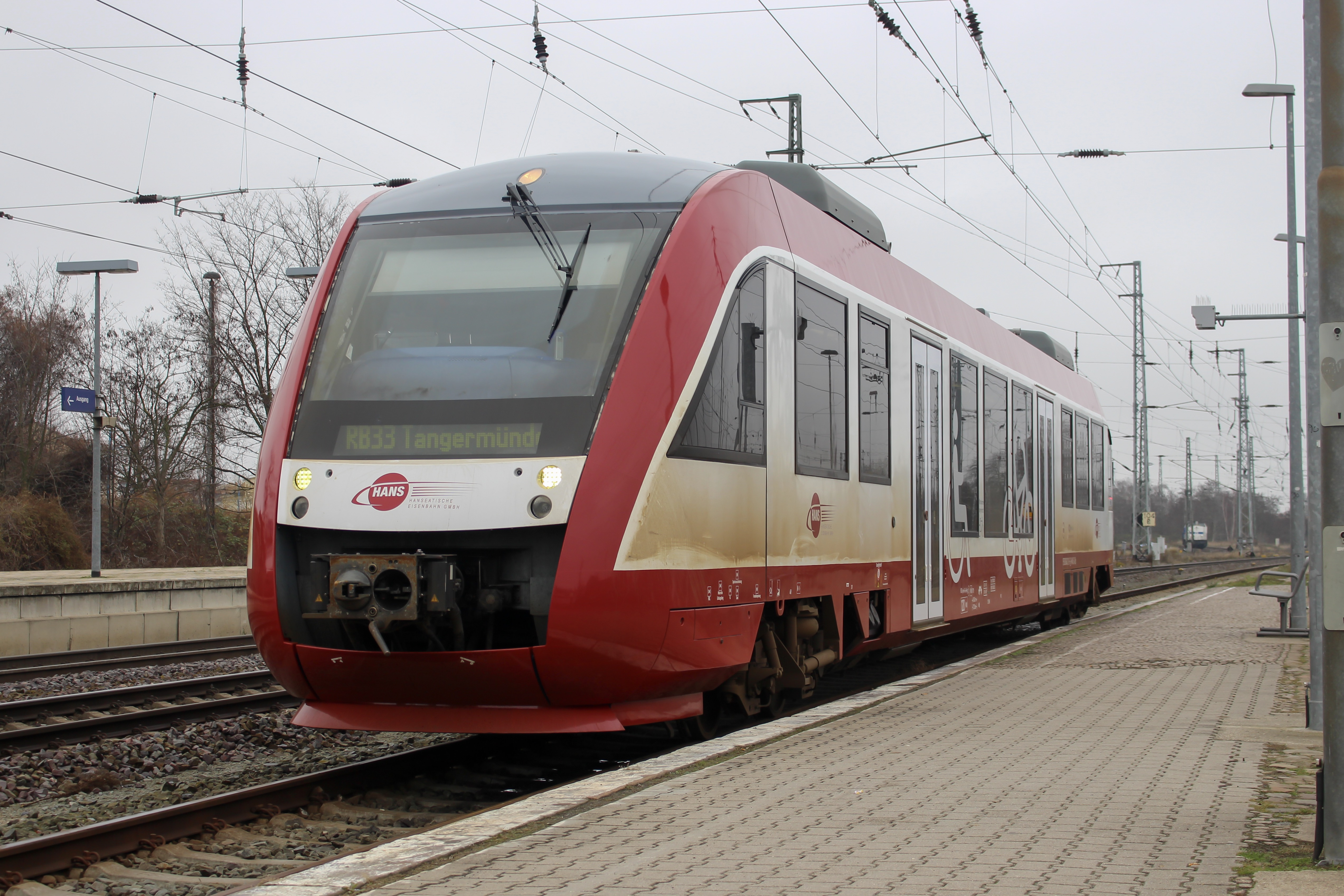
Ehemaliger HEX-LINT 27 bei der Hanseatischen Eisenbahn in Stendal

Zum Fahrplanwechsel am 9. Dezember 2018 verlor Transdev Sachsen-Anhalt alle bisherigen Leistungen und damit die gesamte Grundlage der geschäftlichen Tätigkeit. Stattdessen vergab die Nahverkehrsservicegesellschaft Sachsen-Anhalt die betreffenden Aufträge bis 2032 an Abellio Rail Mitteldeutschland. Wie schon bei früheren derartigen Betreiberwechseln war auch in diesem Fall die Zukunft der Belegschaft von Transdev Sachsen-Anhalt kein Gegenstand des Vergabeverfahrens. Abellio Rail Mitteldeutschland kündigte an, das bisherige Zugpersonal von Transdev Sachsen-Anhalt zu übernehmen.
Elf LINT-41- sowie vier LINT-27-Triebwagen werden ab Dezember 2018 für den Betrieb in Tschechien angepasst und sollen ab Mitte 2019 für das Unternehmen Leo Express zum Einsatz kommen. Fünf LINT 41 fahren in Nordrhein-Westfalen beim Schwesterunternehmen NordWestBahn. Drei LINT-27-Triebwagen verbleiben in Sachsen-Anhalt. Sie sind bei der Hanseatischen Eisenbahn im Raum Stendal unterwegs. Zwei LINT 41 sind derzeit an die Erixx GmbH verliehen, aufgrund von Schäden an deren Fahrzeugen.